# قلعه بندبن
قلعه بندبن از مهم‌ترین و زیبا‌ترین آثار باستانی گیلان است. قلعه بندبن، با برجی به ارتفاع ۱۲ متر، در محله بندبن در روستای زیبای قاسم‌آباد (رودسر) در استان گیلان واقع شده است.
قدمت قلعه بندبن به صدها سال پیش بازمی‌گردد که ساکنان این نقطه جغرافیائی، از آن به‌عنوان قلعه دفاعی در برابر حملات دشمنان دریایی خود استفاده می‌کردند و از حوالی آن گنجینه‌های بسیاری کشف شده است.

## اطلاعات کلی
برج موجود، بخشی از یک قلعه بسیار بزرگ بوده که برج نگهبانی آن، در بخش جنوبی قلعه و مشرف بر روستای قاسم‌آباد هنوز هم کاملاً، سالم باقی مانده است. این برج سنگی، به قطر ۵/۴ متر، هشت سنگ‌انداز سالم دارد. از خود قلعه جز یک دیوار سنگی با ملاط گچ به طول پنج متر و به پهنای ۱۲۰ سانتی‌متر چیز دیگری بر جای نمانده و بخش شمالی آن، توسط جویندگان گنج و غارتگران آثار باستانی ویران شده است. در جبهه خاوری، درب قلعه، به ارتفاع یک متر هنوز پابرجاست

## استحکام
در معماری این قلعه، از مواد و ترکیبات خاص و کم‌نظیری استفاده شده است که با وجود رطوبت شدید هوا، در حاشیه جنوبی دریاچه خزر، آن را تاکنون پابرجا نگاه داشته است. معماری بی‌نظیر آن، در کنار زیایئی چشم‌انداز قلعه، شگفتی کارشناسان یونسکو را سبب شده. چه اینکه، در ساخت این قلعه، از ترکیب خاصی از زرده تخم مرغ و ساروج، به منظور استحکام میان سنگها استفاده شده است.